# Плавання Брана
Плавання Брана Immram Brain (maic Febail) — середньовічна ірландська сага про мандрівку Брана, сина Фебала, на острів Жінок. Відома із списку «Книга Бурої Корови» (близько 1100 р.-XIV ст., але містить тексти навіть V–VIII ст.), створеного ірландськими ченцями в монастирі Клонмакнойс.

## Сюжет
Бран чудесним чином отримав квітчасту срібну гілку, однак під час пиру з'являється жінка у незвичайному вбранні, забирає гілочку та співає пісню, що закінчується словами:
не схиляй голови на постіль ліні,

не дозволь сп'янінню володіти тобою.

Хутчіш вирушай у плавання по морю —

спробуй дістатись Жіночої країни.
Бран приймає виклик і з 27-ма родичами споряджає човен для морської мандрівки.
Сповнена дивовижних пригод мандрівка тривала три дні і на четвертий мореплавці прибули в Країну жінок. Там вони прожили у веселощах і задоволеннях, як їм здалось — рік, і за наполяганням Нехтана, сина Кольбрана, вирішили вертатись домів. Старша з жінок попередила, що ірландці шкодуватимуть через це рішення, але не зупинила їх.
На ірландському березі корабель зустріли здивовані люди, які не знали Брана окрім як із старовинних переказів. Отже, подорож тривала не рік, як рахували мандрівники, а декілька віків. Нехтан зістрибнув на берег і розсипався попелом, наче зітліле тіло. Тоді Бран переказав людям свої пригоди, записав огамічним письмом пісні, які чув від Жінки та Мананнана, простився з усіма й відплив. Більше про нього нічого не відомо.

## Значення твору
Є думка, що християнські монахи-автори збірок народних переказів перебували під впливом античних творів написаних латиною. Так, пригоди, що трапляються з Браном та його супутниками, дають основу для роздумів про паралелі з Одісеєю Гомера. Пригода на Острові радощів перегукується з Одісеєвою зустріччю з лотофагами, а образ Мананнана, сина Ліра, — з образом морського бога Посейдона.
Так чи так, але сага відображає кельтські міфологічні уявлення про потойбіччя, пов'язана з рядом інших творів, як-от: «Плавання Святого Брендана», «Плавання човна трьох синів Конала», «Плавання кліриків Святого Колумбана» тощо.